# KENKEY
株式会社KENKEY（ケンキー、英: KENKEY Inc.）は、東京都江戸川区に本社を置き、インターネットサービスを提供する日本の企業である。

## 概要
株式会社KENKEYは株式会社カービューの完全子会社として2018年8月2日に設立された。
建設機械や農業機械、運搬車両などの「はたらく機械」に関する総合情報サイトKENKEYおよび中古機械売買マーケットプレイスBIGLEMONを運営している。

## 事業
はたらく機械の総合情報サイト「KENKEY」（会社名と同名）を2019年5月29日に開設。
情報サイト「KENKEY」内には以下の3つの情報コンテンツが設けられている。
- ニュース：建設・運搬業界に関するニュース、統計情報、プレスリリースやインタビュー等の配信
- はたらく機械仕様カタログ：建設機械・運搬車両の仕様検索・写真閲覧サービス（無料）
- 相場・情報検索サービス：建設機械・運搬車両のオークションの過去落札結果（相場情報）、盗難機情報、製造年式検索、はたらく機械の仕様検索サービス（会員限定サービス）

また、新進商事株式会社より事業譲渡された中古機械売買のマーケットプレイスサービス「BIGLEMON」を承継して以下のECコンテンツを提供している。
- BIGLEMON：中古建設機械、中古重機、中古農業機械、中古運搬車両など中古機械を売買可能なマーケットプレイス